# Liste der Monuments historiques in Wintershouse
Die Liste der Monuments historiques in Wintershouse führt die Monuments historiques in der französischen Gemeinde Wintershouse auf.

## Liste der Objekte
| Bezeichnung       | Beschreibung | Standort                        | Kennzeichnung | Schutzstatus | Datum | Bild           |
| ----------------- | --- | ------------------------------- | ------------- | ------------ | ----- | -------------- |
| Zwei Seitenaltäre | jeweils Altartisch, Retabel und Gemälde; Holz, und Stuck, farbig gefasst und vergoldet, sowie Ölfarbe auf Leinwand, Mitte des 18. Jahrhunderts; 1839 vom Maler Michel Oster restauriert | in der Kirche St-Georges (Lage) | PM67000454    | Classé       | 1969  | weitere Bilder |
| Wandverkleidung   | Holz, Mitte des 18. Jahrhunderts | in der Kirche St-Georges (Lage) | PM67000453    | Classé       | 1969  |                |